# Herman Smith-Johannsen
Herman Jackrabbit Smith-Johannsen (Horten, 15 juni 1875 - vlak bij Tønsberg, 5 januari 1987) was een uit Noorwegen afkomstige pionier die bekendheid wierf door als eerste mens ter wereld de sport langlaufen te introduceren in Noord-Amerika en tevens precies drie weken voor zijn dood bekendstond als oudste man ter wereld.

## Biografie
Herman Smith-Johannsen werd geboren in Horten op 15 juni 1875. Nadat hij aan de universiteit van Berlijn werktuigbouwkunde studeerde verhuisde hij in 1899 naar Cleveland in de Verenigde Staten. Na de Eerste Wereldoorlog verhuisde Johannsen zijn bedrijf naar Canada, waar hij sinds 1929 permanent verbleef. In 1973 werd Johannsen benoemd tot lid van de Orde van Canada.
Hoewel Johannsen bijna zijn hele leven in Canada woonde, overleed hij in een ziekenhuis vlak bij Tønsberg tijdens een bezoek aan zijn geboorteland Noorwegen aan de gevolgen van pneumonie op 5 januari 1987 op de leeftijd van 111 jaar en 204 dagen. Hij werd als oudste man ter wereld opgevolgd door de destijds ook 111-jarige Amerikaanse kunstenaar Alphaeus Philemon Cole die, net als Herman Smith-Johannsen, bekendstond om meer dan alleen zijn hoge leeftijd.